# 호스넥

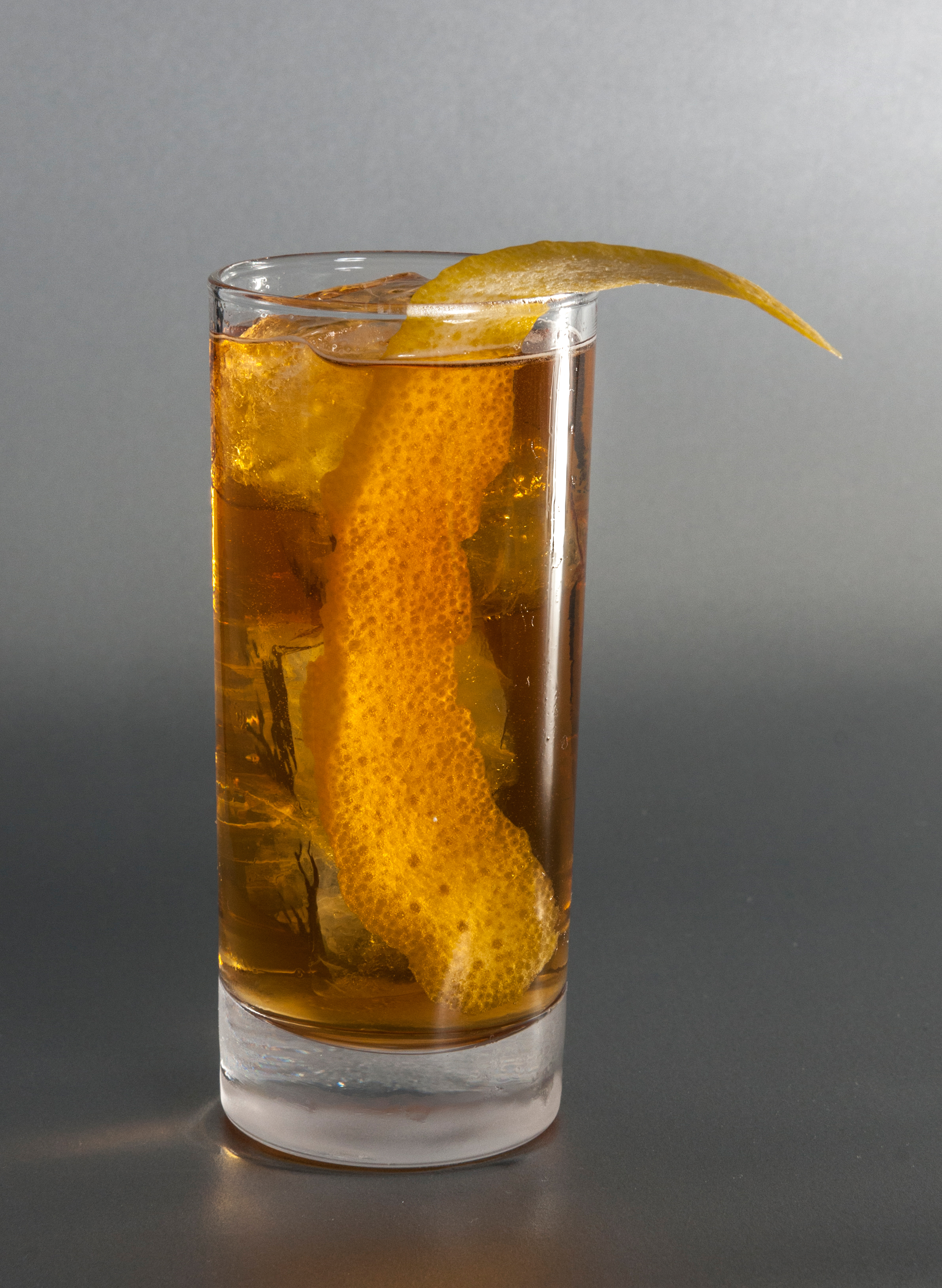

호스넥(Horse's neck), 호세스 네크, 홀스 네크는 국제 바텐더 협회(IBA)가 인정한 미국식 칵테일로, 레몬 껍질이 길게 휘어져 있는 것으로 확인된다.

## 혼합
브랜디(때로는 버번)와 진저 에일로 만들어지며, 올드 패션드잔이나 하이볼잔 가장자리에 레몬 껍질을 긴 나선형으로 늘어뜨린다. 비슷한 캐나다 음료인 호밀과 생강은 캐나디안 위스키와 진저 에일로 만들어진다.

## 역사
적어도 1900년대까지 거슬러 올라가는 이 음료는 진저에일, 얼음, 레몬 껍질을 섞은 무알콜 혼합물이었다. 1910년대 호스넥에 브랜디나 버번이 추가되었다. 무알콜 버전은 1950년대 후반과 60년대 초반 뉴욕 북부에서 여전히 제공되었지만 결국 단계적으로 폐지되었다. IBA에서는 이 음료를 롱 드링크로 분류한다.
프랭클린 D. 루스벨트는 때때로 이 음료를 무알콜 형태로 섭취했다. 루스벨트의 비밀 경호국 개인 보호 세부 책임자에 따르면, “그(대통령)는 모임에 참석하여 장기간 술을 마실 때마다 진저에일과 레몬 껍질로 만든 음료인 '호스넥'을 요구하곤 했다."